# Särö västerskog
Särö västerskog är ett naturreservat i Släps socken i Kungsbacka kommun i Halland. Naturen i det 55 hektar stora området domineras av gammal ek- och tallskog. Skogen präglas av ett rikt växt- och djurliv med 55 rödlistade arter, bland annat många sällsynta lavar.
Området blev naturreservat 1974 och är numera även del av Natura 2000.

## Bilder

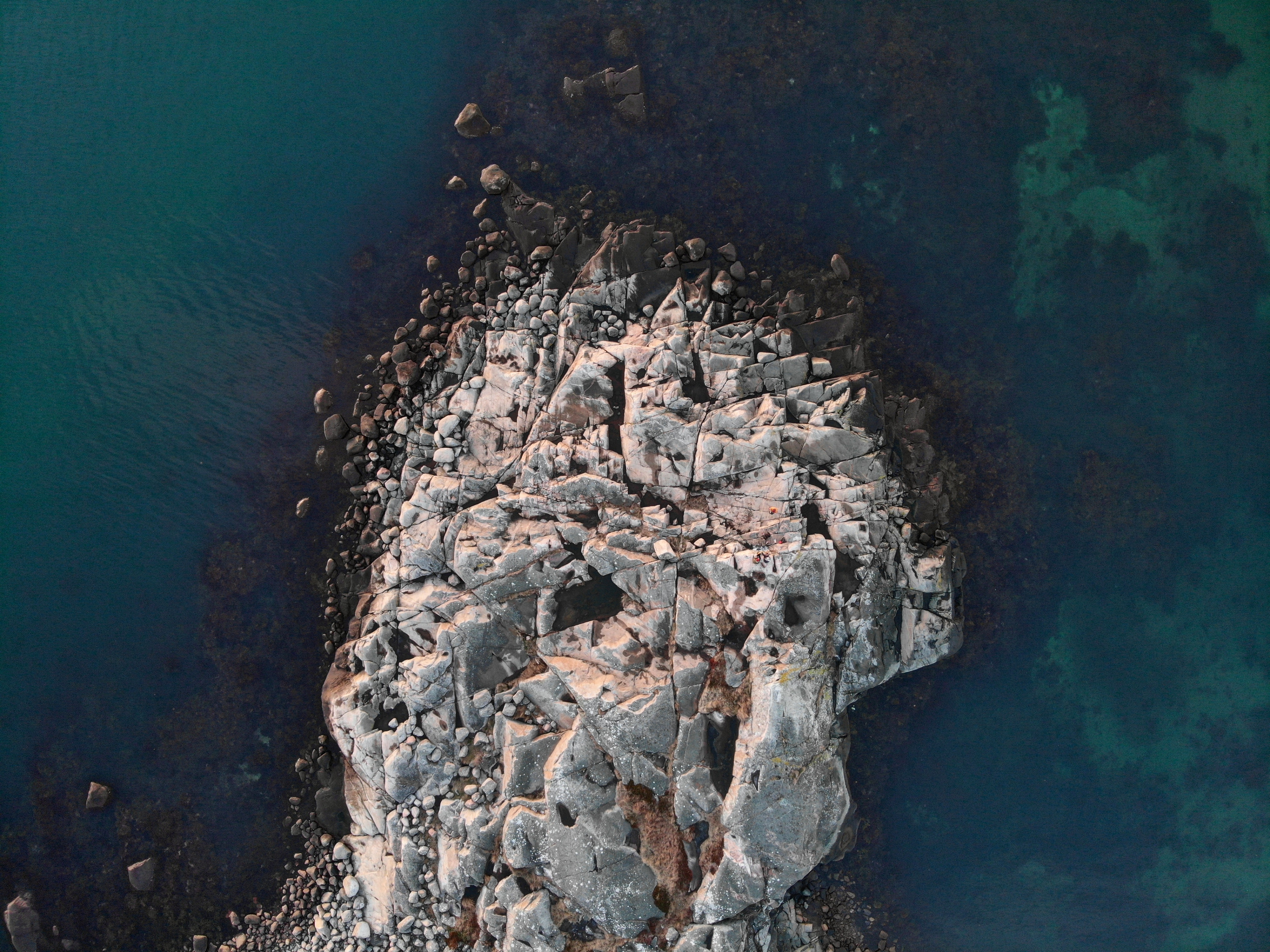
En bit av Särö Västerskog från ovan i januari 2019
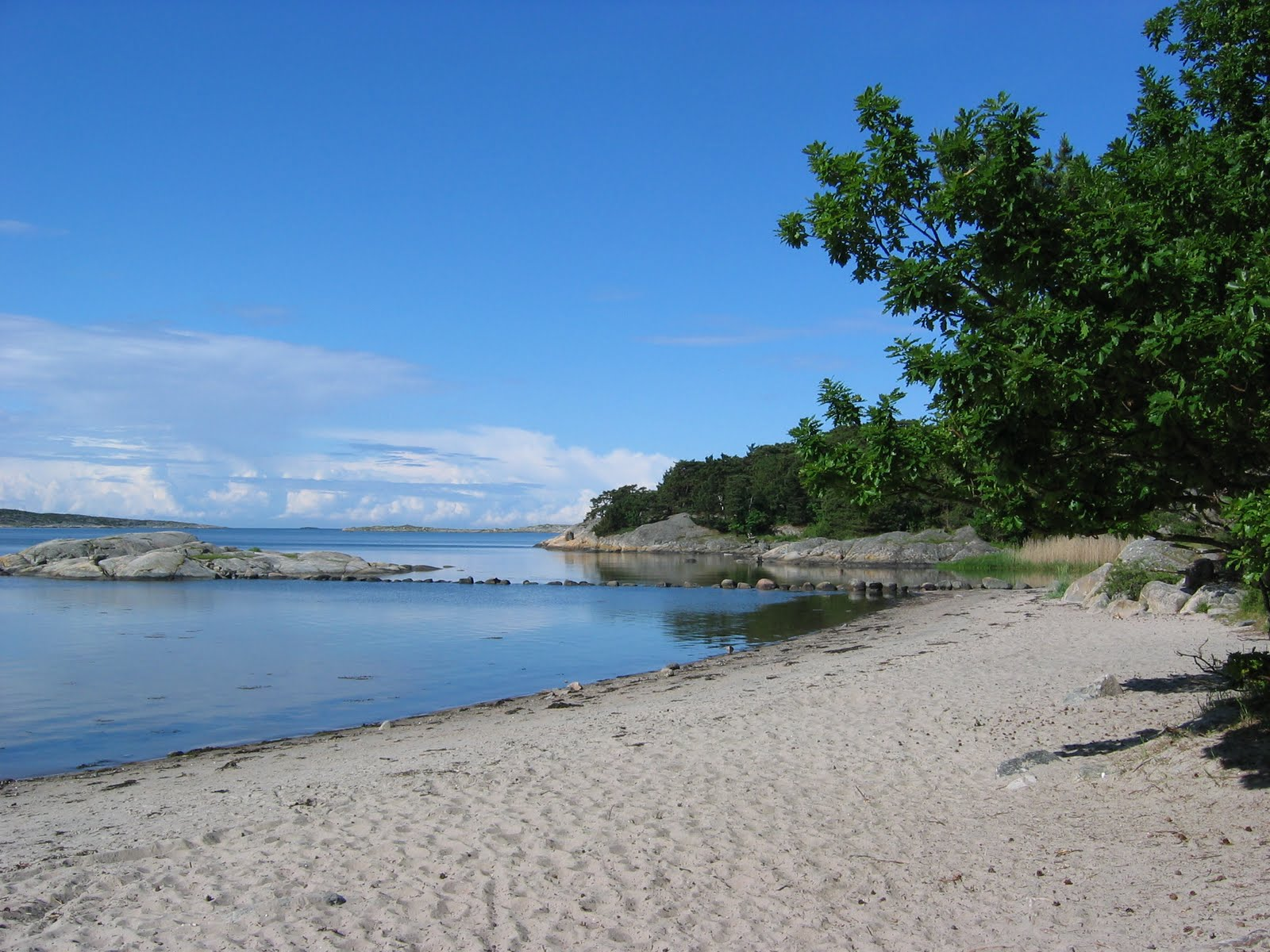
Badstranden i Särö västerskog.
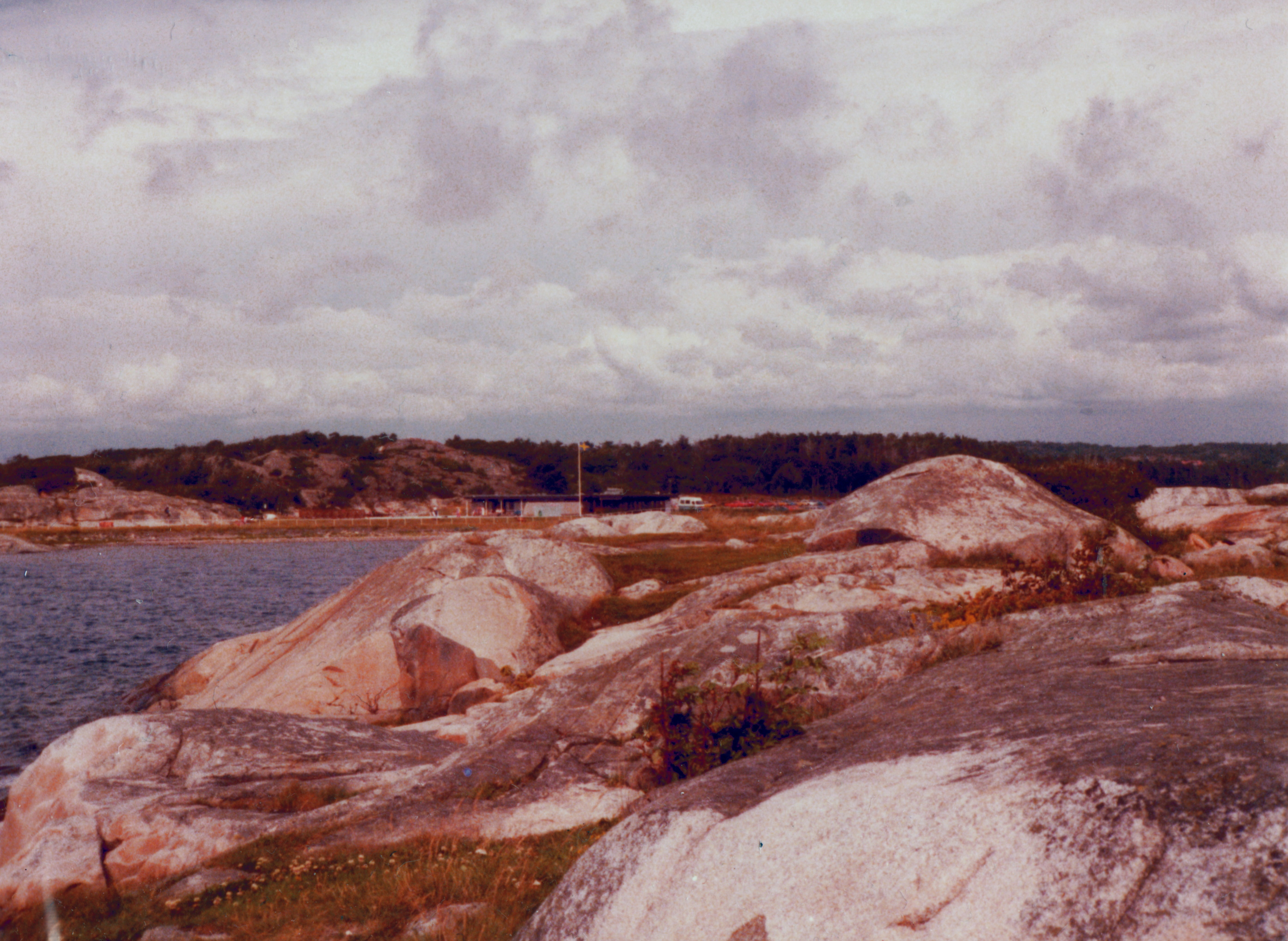
Särö Västerskog 1972